# ناربلا
ناربلا نام اصیل فارسی و از مهمترین سنبل ایرانیان می‌باشد. ناربلا در لغت به معنای گل درخت انار می‌باشد و نام یکی از ملکه‌های زیبا و مهربان ایرانی که همسر داریوش کبیر بوده‌است و در تمام کتیبه‌ها و سنگ برجسته‌ها و مجسمه‌های آن زمان استفاده میشده و با کمی دقت در مجسمه‌ها و نقش برجسته‌هایی که از کوروش کبیر به جا مانده ناربلا سنبل ایران را در دست آن مشاهده می نمایید.
گل انار یکی از نمادهای معماری ایران باستان است، که بیشتر در کاخ‌های هخامنشی برای آراستن دیوارها و همچنین نقش گردنبند اسب‌های دو سر سر ستون‌ها به کار برده شده.
برخی باستان شناسان بر این باورند که گل‌های انار سنگ تراشی شده نیلوفر آبی هستند، با این دلیل که گل نیلوفر در آین‌های هندو و بودا و همچنین مصر باستان گیاهی مقدس است، پژوهش‌های اخیر چنین تئوری‌هایی را رد می‌کنند.

## نبود دلیل
به جز حدس و گمان که بیشتر بر پایه معماری مصری استوار است، هیچ گونه شواهدی که بتواند نیلوفر بودن این گل را اثبات کند وجود ندارد. در ضمن انار و گلابی، هر دو ارزش ویژه‌ای در ادبیات و رسوم ایرانیان دارند.

## نقش برجسته دایوش
در نقش برجسته‌ای در تخت جمشید (اکنون در موزه ایران باستان تهران) داریوش بزرگ یک گل انار در دست گرفته‌است.

## آب راکد
گل نیلوفر در آب‌های راکد و بدون جریان می روید. با توجه به سیستم آب باغ‌های پارسی تمام آب موجود پیرامون کاخ‌ها همیشه در جریان بوده‌است.

## طبیعت گیاهی ایران
آب و هوای ایران(به ویژه سرزمین پارس) برای رشد نیلوفر آبی مناسب نیست. در همین حال کشور ایران تولیدکننده همیشگی بهترین انواع انار در جهان بوده‌است.

## گلبرگ‌ها
گلبرگ گل نیلوفر نوک تیز است ولی گل‌های سنگ تراشی شده پارسی همگی دارای گلبرگ دایره‌ای هستند، و بدون شک سنگ تراشی هزاران گل با گلبرگ نوک تیز بسیار ساده از تراشیدن گلبرگ‌های دایره‌ای است.
منبع: http://www.narbella.com